# 嘎布津托胡鲁克
嘎布津托胡鲁克也作嘎布津托湖，是位于中国内蒙古自治区呼伦贝尔市新巴尔虎左旗政府驻地阿木古郎镇东南的一个湖泊。其位置约在阿木古郎镇东南约28千米，南距中国—蒙古国边界约3千米。湖面海拔701米，面积1平方公里，平均水深0.1米。该湖的沉积物主要为芒硝和石盐。嘎布津托胡鲁克在蒙古语中的意思是喷泉的泡子。湖西岸有331国道经过。
嘎布津托胡鲁克属于蒙新高原区湖泊。它的一级流域为内流区诸河，二级流域为呼伦贝尔内流区。